# Gâteau à l'ube
 (septembre 2024).
Le gâteau à l'ube est un chiffon cake ou un sponge cake traditionnel philippin réalisé avec de l'ube halaya (purée d'igname violette). Cela lui confère une couleur violette, caractéristique des plats réalisés à base d'ube aux Philippines,,.

## Préparation
Le gâteau à l'ube est généralement préparé de la même manière que le mamón (sorte de sponge cake ou chiffon cake philippin), la différence résidant dans l'ajout de purée d'igname violette aux ingrédients. Il est ainsi généralement composé de farine, d'œufs, de sucre, d'une pincée de sel, de levure chimique, de vanille, d'huile, de lait et de crème de tartre. Le gâteau obtenu est de couleur rose à violet (selon la quantité d'ube utilisée) et légèrement plus dense et moelleux que les chiffon cakes ordinaires,,.
Le gâteau à l'ube est souvent recouvert d'un glaçage à la crème fouettée, au fromage à la crème ou à la crème au beurre, qui peut également être aromatisé à l'ube ou à la noix de coco,.

## Variantes
Comme le mamón, le gâteau à l'ube peut être facilement adapté dans d'autres recettes.

### Gâteau Ube Macapuno
L'association de l'ube et du macapuno (noix de coco à la chair particulière) est courante dans la cuisine philippine traditionnelle, et on la retrouve également dans les gâteaux. Le gâteau ube macapuno est essentiellement un gâteau à l'ube avec des bandes de macapuno gélatineuses superposées,,,.

### Mamónà l'ube
Les mamón à l'ube ou cupcakes à l'ube sont des gâteaux cuits en forme de gros cupcakes, ce qui est la forme traditionnelle des chiffon cake philippins,,,.

### Roulé à l'ubé
Le roulé à l'ube aussi appelé pionono à l'ube aux Philippines est une variante roulée du gâteau traditionnel. Il est généralement garni avec une préparation composée de beurre, de sucre, de lait et de purée d'ube,,.
Il existe également un dessert similaire dans lequel le chiffon cake est remplacé par de la meringue : le brazo de ube, qui est en fait une variante du brazo de Mercedes.

### Taisanà l'ube
Le taisan à l'ube est une variante cuisinée comme un gâteau taisan traditionnel philippin. Comme le taisan, il est de forme rectangulaire et n'est pas glacé, mais il est recouvert de beurre (ou de margarine), de fromage et de sucre blanc.

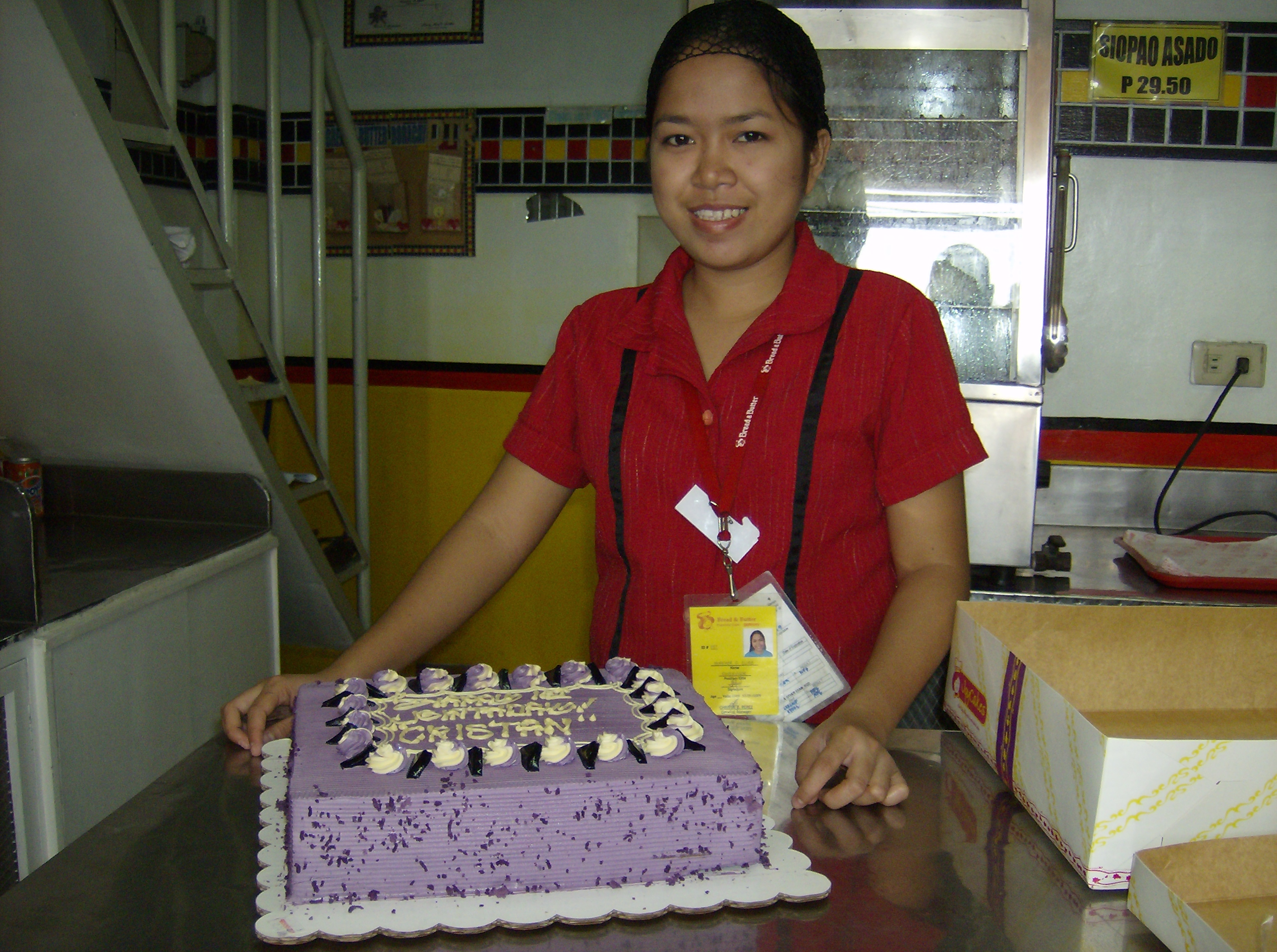
Chiffon cake à l'ube servi pour un anniversaire
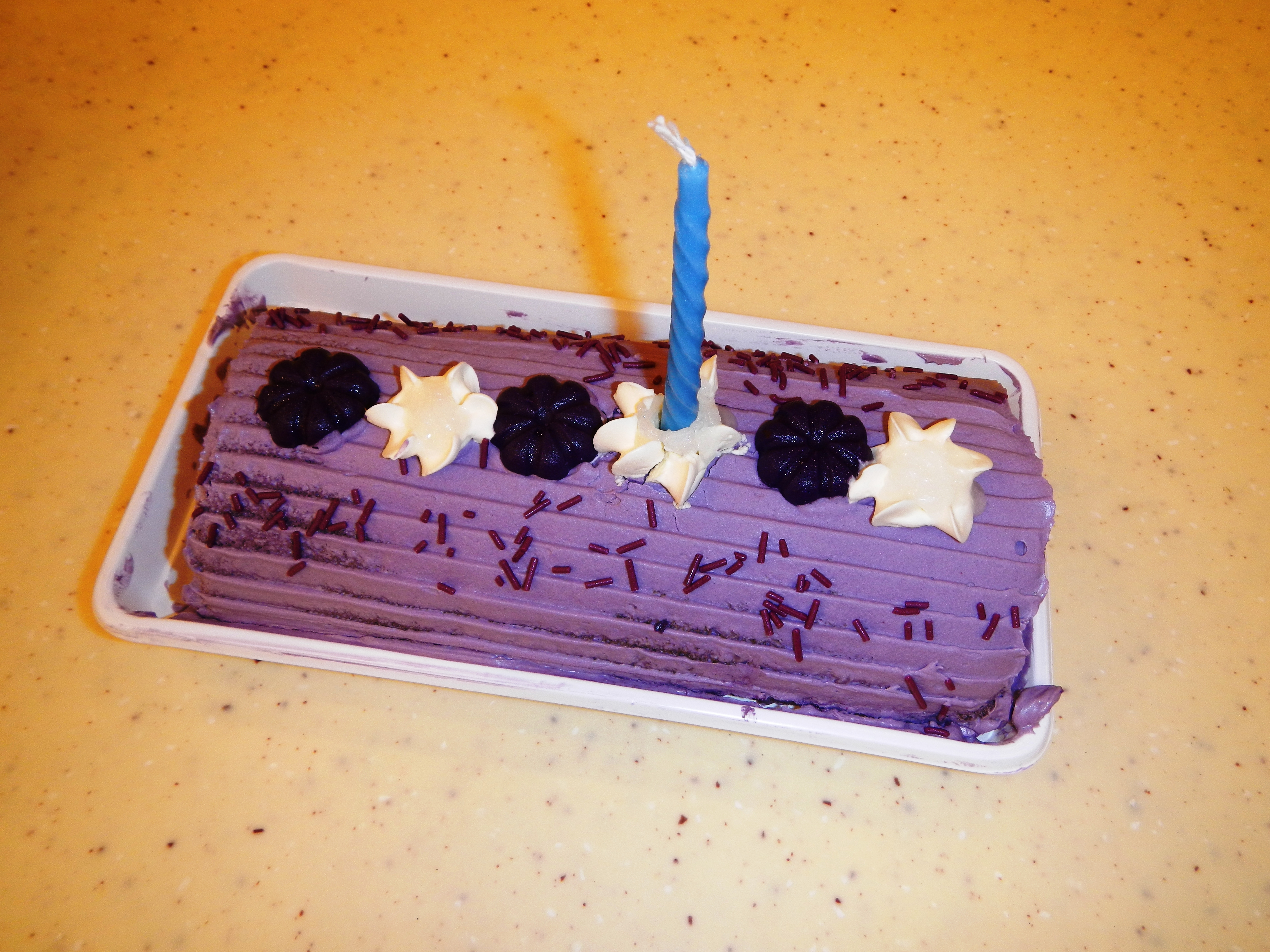
Roulé à l'ube
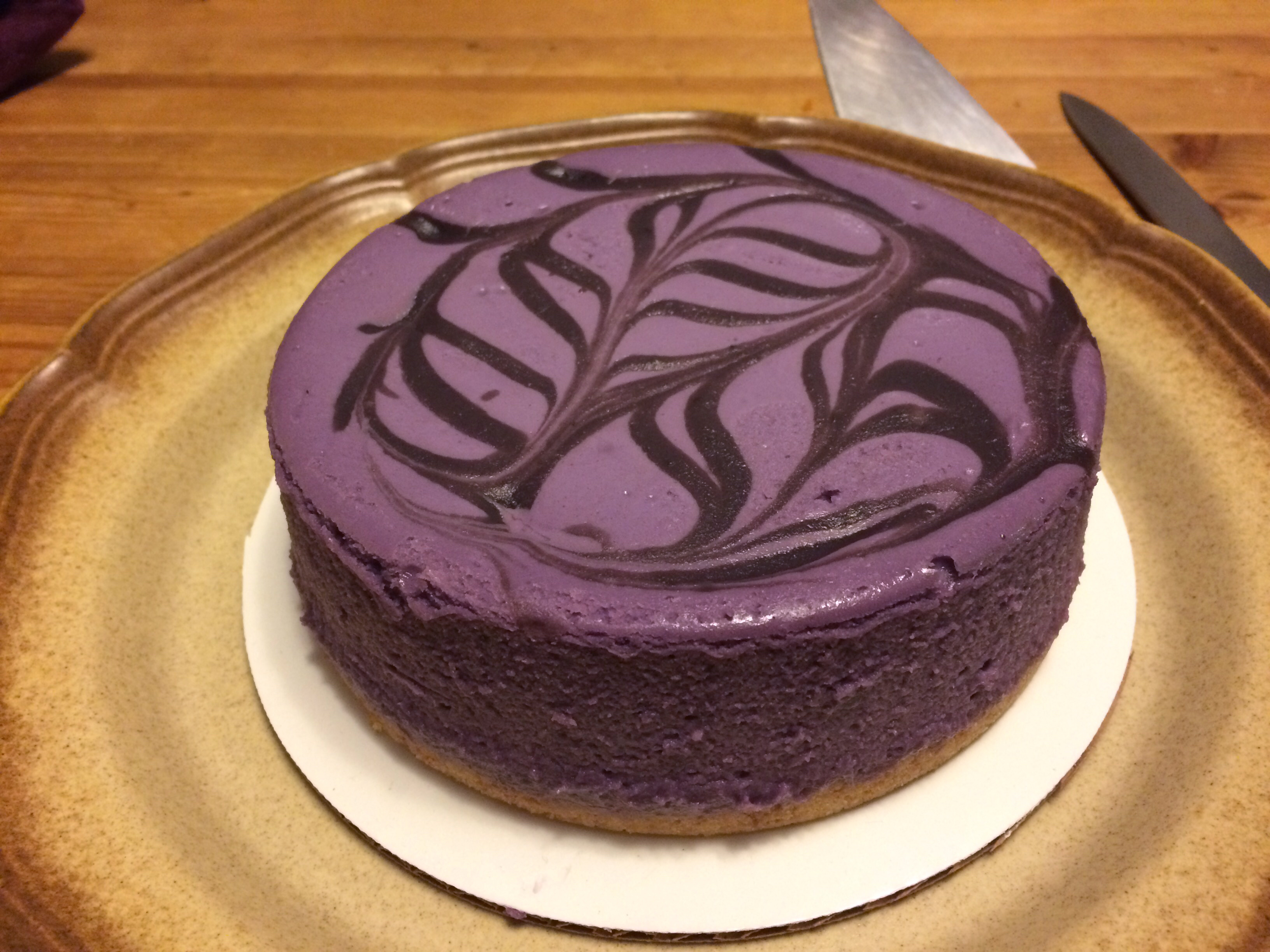
Cheesecake à l'ube Seattle, Washington
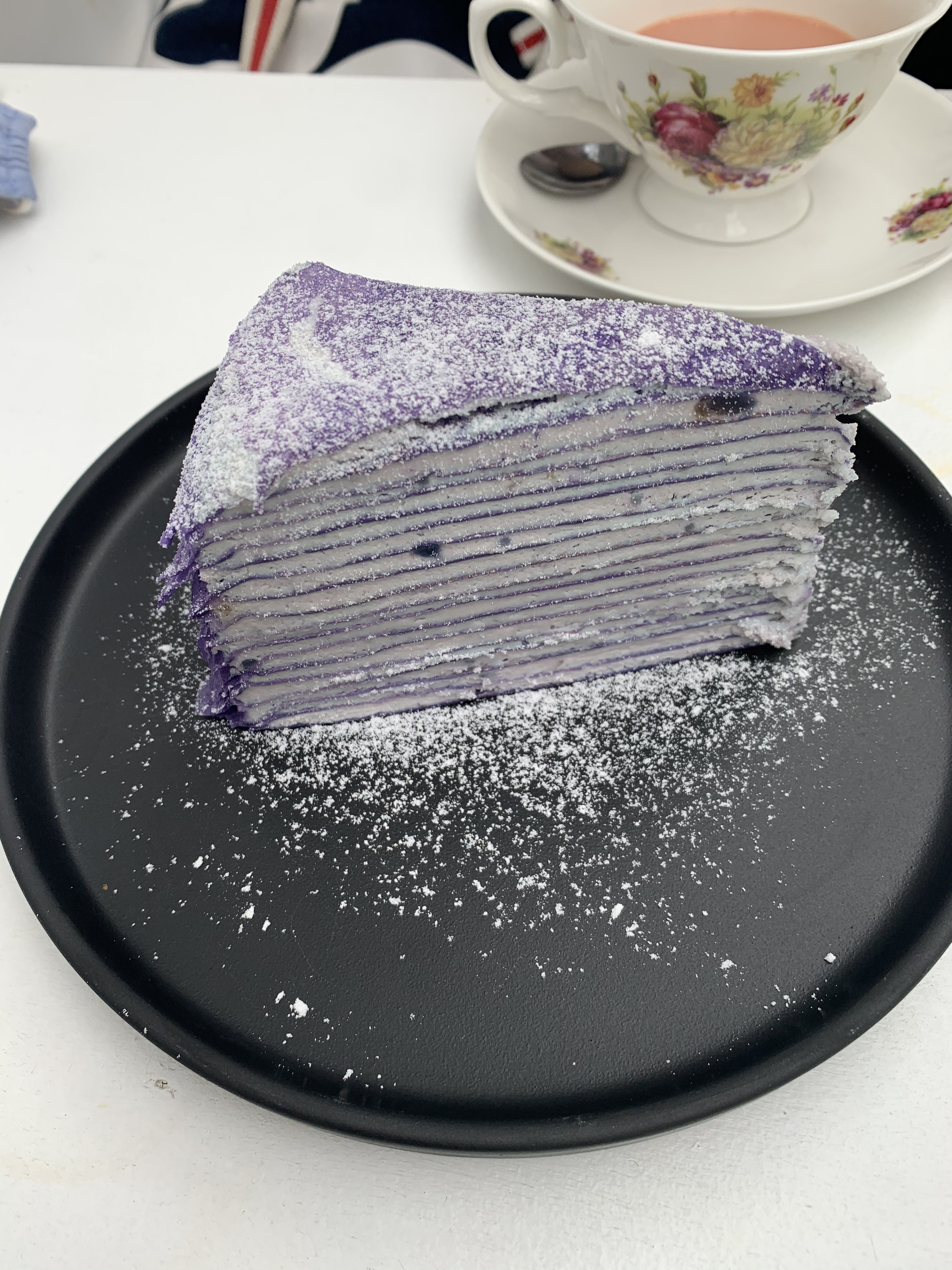
Gâteau de crêpes à l'ube
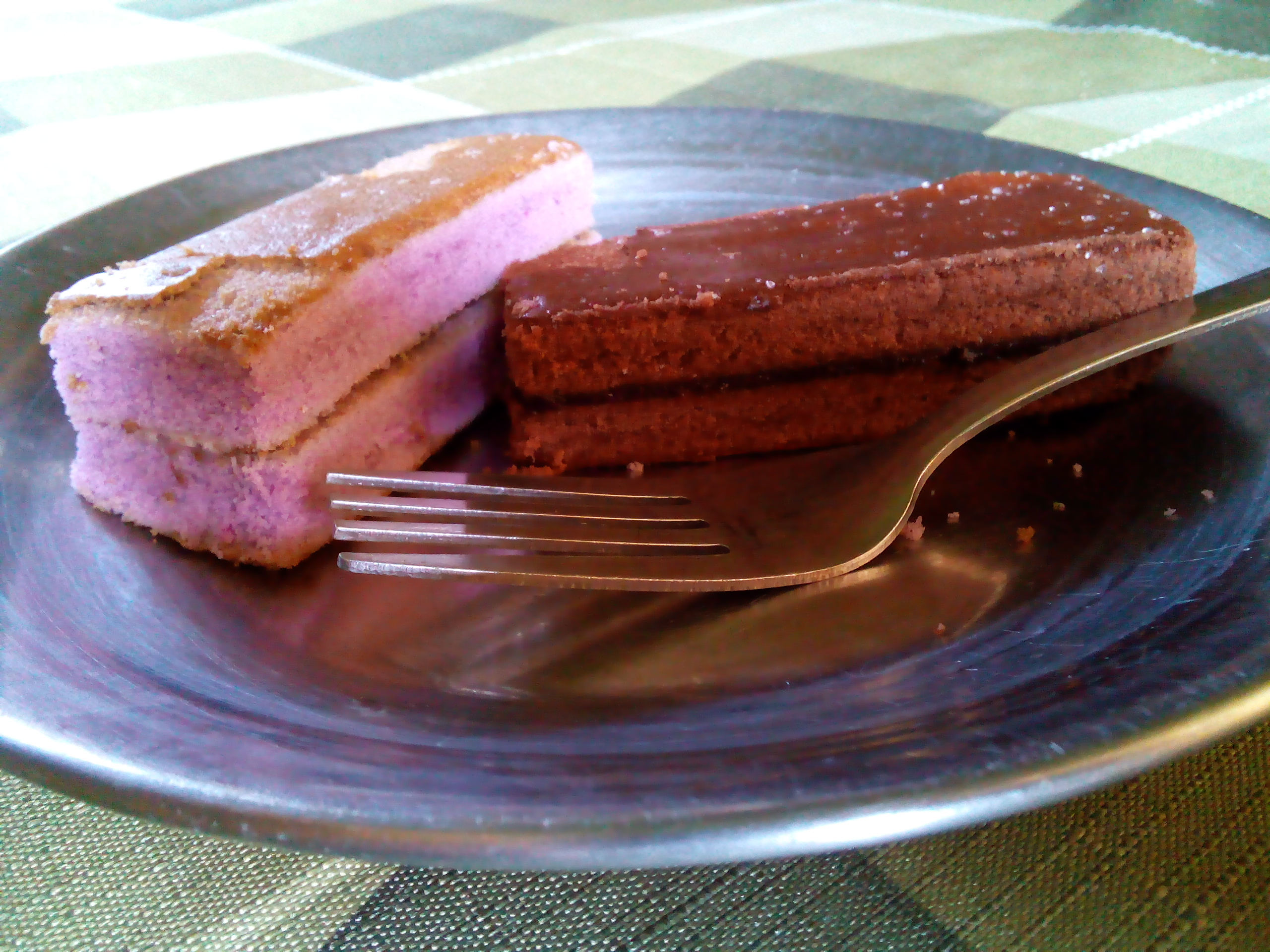
Inipit à l'ube (à gauche)